# Royal Festival Hall

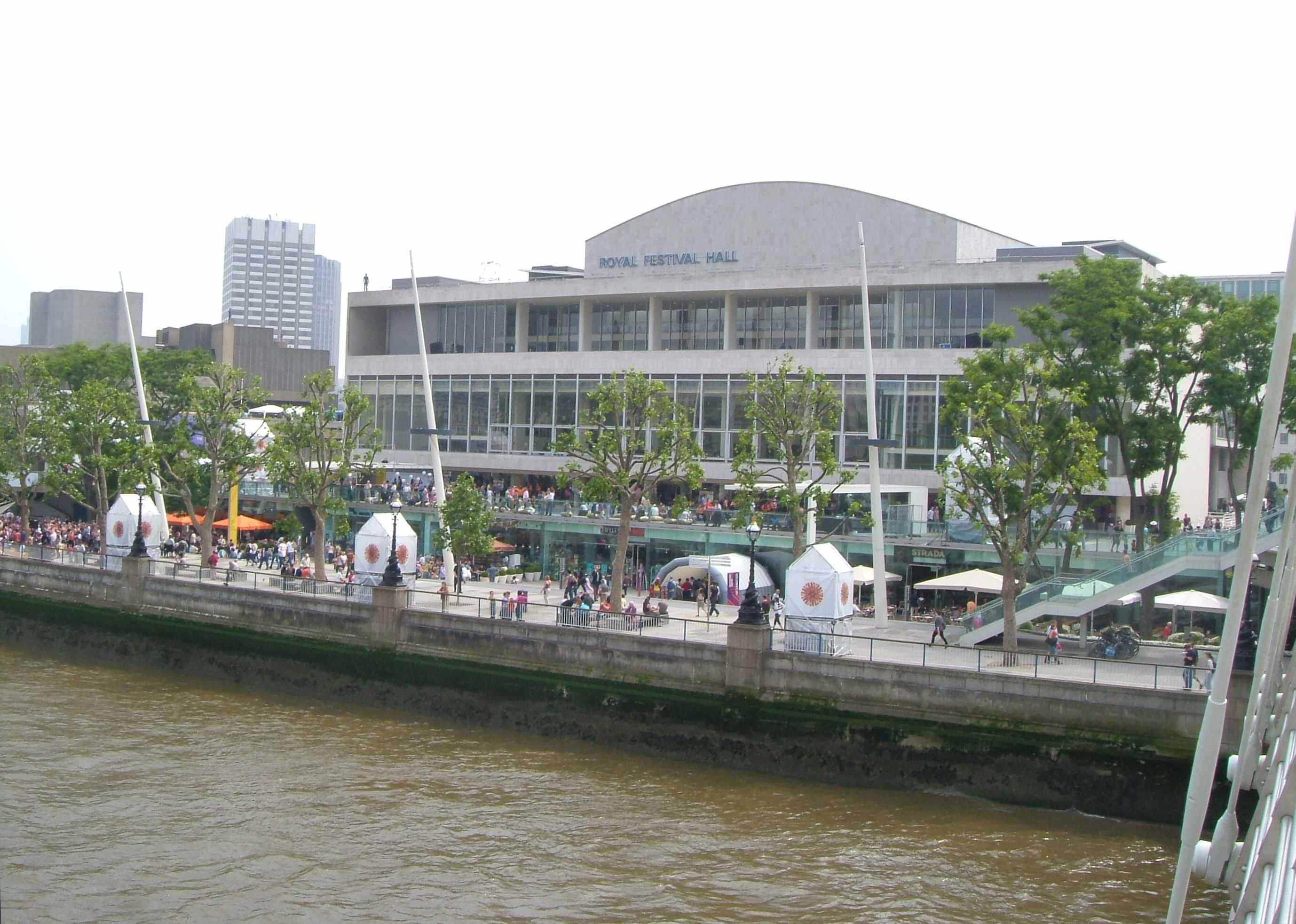
De heropening van de Royal Festival Hall

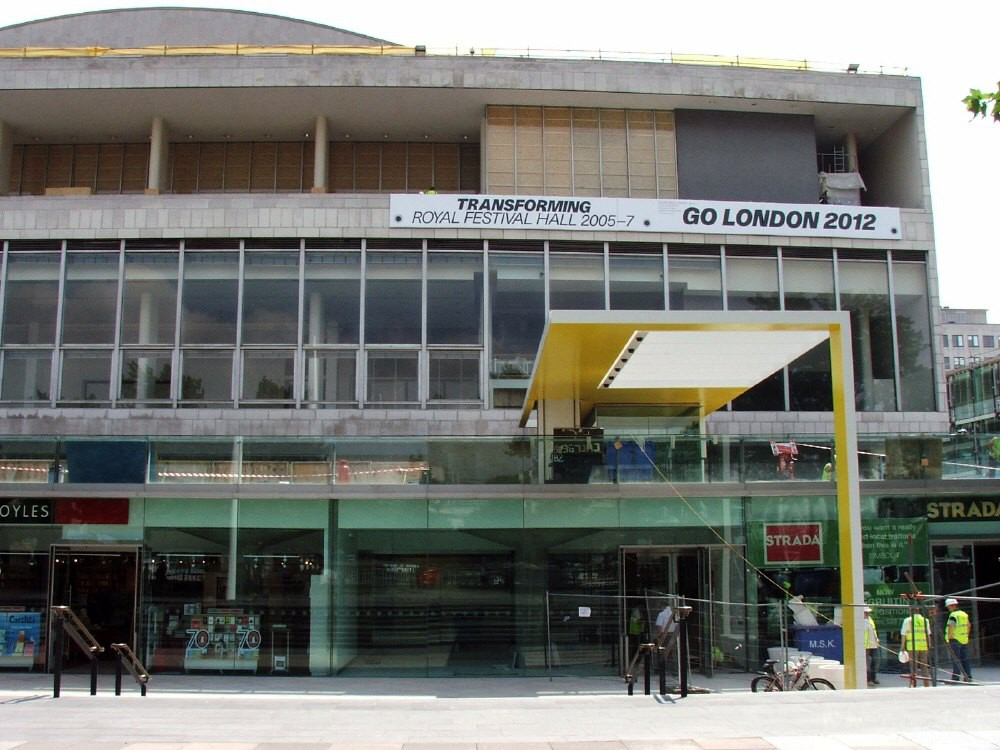
De Royal Festival Hall tijdens renovatiewerkzaamheden.

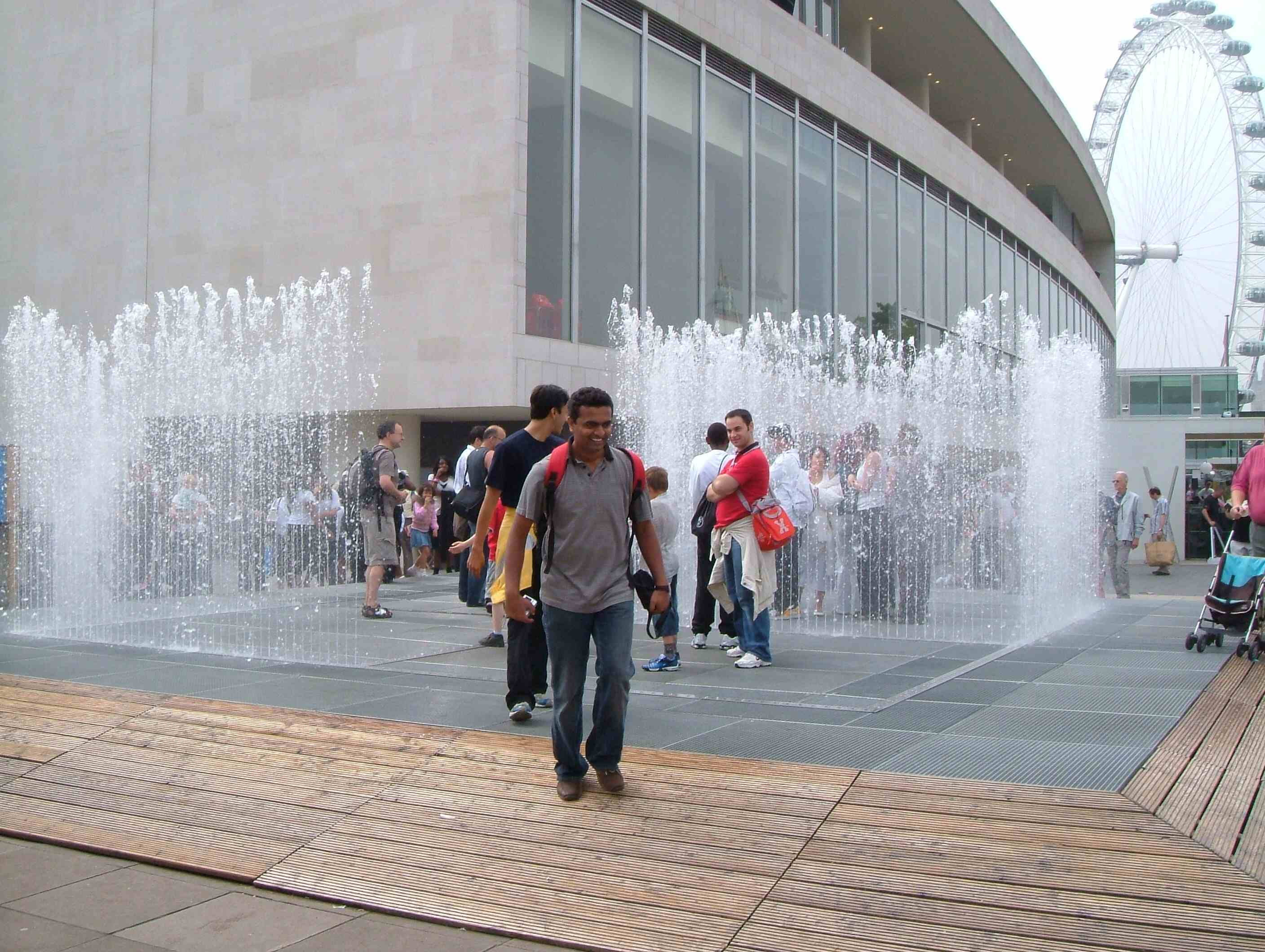
De fonteinen bij de Royal Festival Hall, ontworpen door de Deense kunstenaar Jeppe Hein

De Royal Festival Hall is een concert-, dans- en bijeenkomstcentrum in de Engelse hoofdstad Londen. Het gebouw is onderdeel van het Southbank Centre en ligt aan de South Bank, aan de zuidoever van de Theems, tussen Waterloo Bridge en Hungerford Bridge. De dichtstbijzijnde metrostations zijn Waterloo en Embankment. Het gebouw is het eerste van na de Tweede Wereldoorlog dat op de monumentenlijst staat.

## Geschiedenis
De Royal Festival Hall werd in opdracht van de London County Council gebouwd als onderdeel van het Festival of Britain, naar een ontwerp van architectenbureau Holland, Hannen & Cubitts. De eerste steen werd in 1949 gelegd door Clement Attlee, de toenmalige premier, op de locatie van de voormalige Lion Brewery. Het originele plan was dat Arturo Toscanini het openingsconcert zou verzorgen, maar hij was onwel. Daarom namen Sir Malcolm Sargent en Sir Adrian Boult het concert voor hun rekening. De Hall werd officieel geopend op 3 mei 1951.
In 1960 was de Hall het toneel voor het Eurovisiesongfestival. Het gebouw onderging in 1964 een verandering, waarbij extra foyers en terrassen werden aangelegd aan de rivierkant, en extra kleedkamers aan de achterkant.
Toen in 1986 de Greater London Council (de opvolger van London County Council) werd opgeheven, werd de Festival Hall overgenomen door het Southbank Centre.
Het gebouw onderging een grote renovatie tussen 2005 en 2007, geleid door Allies and Morrison. De renovatie was vooral bedoeld om de akoestiek van de zalen te verbeteren. De zaal werd daarna de thuishaven van het London Philharmonic Orchestra en het Philharmonia Orchestra.